# San Francisco Maritime National Historical Park
Der San Francisco Maritime National Historical Park (offizieller Name im National Register of Historic Places ist San Francisco Maritime National Historic Site) ist ein Museum und eine Gedenkstätte vom Typ eines National Historical Park in San Francisco in Kalifornien. Zum Park gehören eine historische Schiffsflotte, ein Touristinformationszentrum, ein Schifffahrtsmuseum und eine wissenschaftliche Bibliothek. Der Park wird manchmal noch als San Francisco Maritime Museum bezeichnet – unter diesem Namen wurde die Einrichtung 1951 gegründet und bis 1978 benannt, als die Sammlungen vom National Park Service erworben wurden. Der Park wurde am 27. Juni 1988 als National Historic Site in das National Register of Historic Places aufgenommen; das Schifffahrtsmuseum ist nur eines der zahlreichen kulturellen Einrichtungen des Parks. Außerdem umfasst er den Aquatic Park Historic District, der durch Van Ness Avenue, Polk Street und Hyde Street begrenzt wird, und am 28. Mai 1987 als Historic District den Status einer National Historic Landmark erhielt.

## Historische Schiffe
Die historische Schiffssammlung des San Francisco Maritime National Historical Park liegt überwiegend am Hyde Street Pier. Sie besteht aus den folgenden großen Schiffen:
- Balclutha, ein 1886 gebautes Vollschiff.
- Eureka, ein 1890 gebautes Fährschiff mit seitlichem Schaufelrad.
- Alma, ein 1891 gebauter Leichter.
- C.A. Thayer, ein 1895 gebauter Gaffelschoner.
- Hercules, ein 1907 gebauter Schlepper.
- Eppleton Hall, ein 1914 gebauter Raddampfer.

Darüber hinaus gehören über hundert kleinere Schiffe zu der Flotte.

## Besucherzentrum
Das Besucherzentrum ist in einem 1909 errichteten Lagerhaus untergebracht, das sich an der Ecke von Hyde Street und Jefferson Street befindet. San Francisco erklärte das viergeschossige Ziegelgebäude 1974 zu einem historischen Wahrzeichen der Stadt, und das Gebäude wurde 1975 in das National Register of Historic Places aufgenommen. Im Inneren bewahren Ausstellungsstücke, darunter eine der ersten Fresnel-Leutturmlinsen und ein schiffbrüchiges Boot, das bunte und reichhaltige Erbe von San Franciscos Seefahrern. Im Informationszentrum befindet sich außerdem ein Raum für Filmvorführungen, das Sailor's Den (ein Teil der maritimen Bibliothek des Parks) sowie ein von Rangern geleiteter Informationsstand.

## Schifffahrtsmuseum

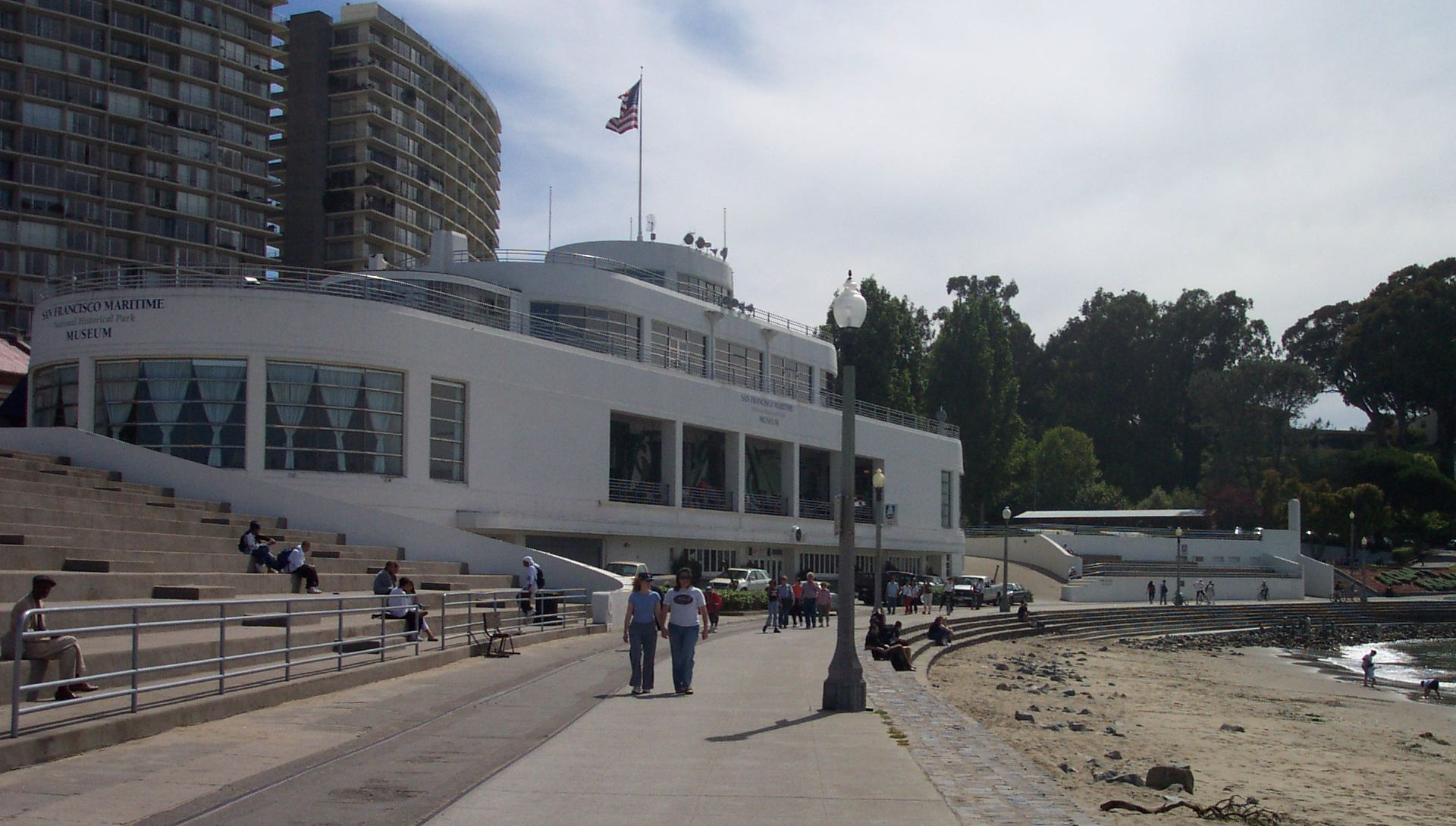
Das Schifffahrtsmuseum des Parks

Das Schifffahrtsmuseum befindet sich in einem Gebäude aus der Zeit der Streamline-Moderne inmitten des Aquatic Park Historic District am Anfang der Polk Street, wenige Meter entfernt vom Besucherzentrum und dem Hyde Street Pier. Das Gebäude, mit dessen Bau 1936 von der Works Progress Administration begonnen wurde, war ursprünglich ein öffentliches Badehaus. Die Wände der Lobby sind fantasievoll mit farbenfrohen Gemälden geziert.
Der Steamship Room veranschaulicht die technologische Entwicklung der Schifffahrt von wind- zu dampfgetriebenen Schiffen. Zu der Ausstellung im zweiten Stock zählen drei Bildwände des frühen Hafengebiets San Franciscos, Druckgrafiken mit maritimen Motiven, Schnitzereien und Walfangharpunen. Die Galerie im dritten Stock wird für Wanderausstellungen verwendet.

## Wissenschaftliche Bibliothek
Der Fokus der Bibliothek liegt auf Segelschiffen und Dampfern der Westküste der Vereinigten Staaten und dem Pazifischen Ozean von 1520 bis in die Gegenwart. Die Bibliothek beinhaltet darüber hinaus Akten vieler Schiffbauer und Schiffseigner. Aneinander gereiht würden die Dokumente eine Länge von 500 Metern ergeben; sie beinhalten 120.000 architektonische Zeichnungen von Schiffen und Werften sowie rund 5000 Tabellen und Karten.

## Anfahrt und Besichtigung
Das Besucherzentrum, die Liegeplätze der Schiffe und das Schifffahrtsmuseum liegen an der Hyde Street am Westende des Stadtteils Fisherman’s Wharf. Die Verwaltung und der Großteil der Bibliothek befinden sich im westlich angrenzenden Fort Mason.

## Bilder historischer Schiffe der Sammlung

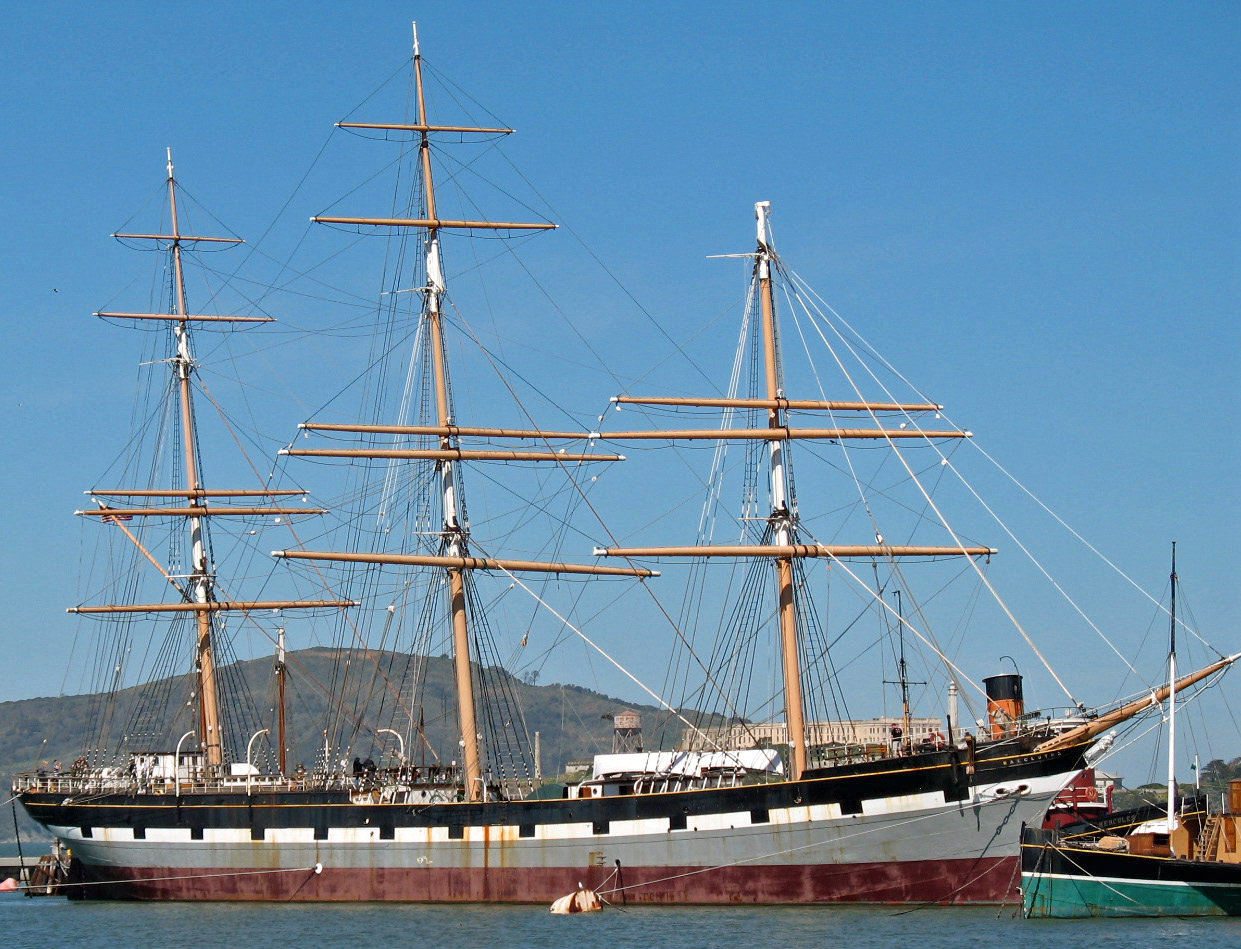
Segelschiff Balclutha
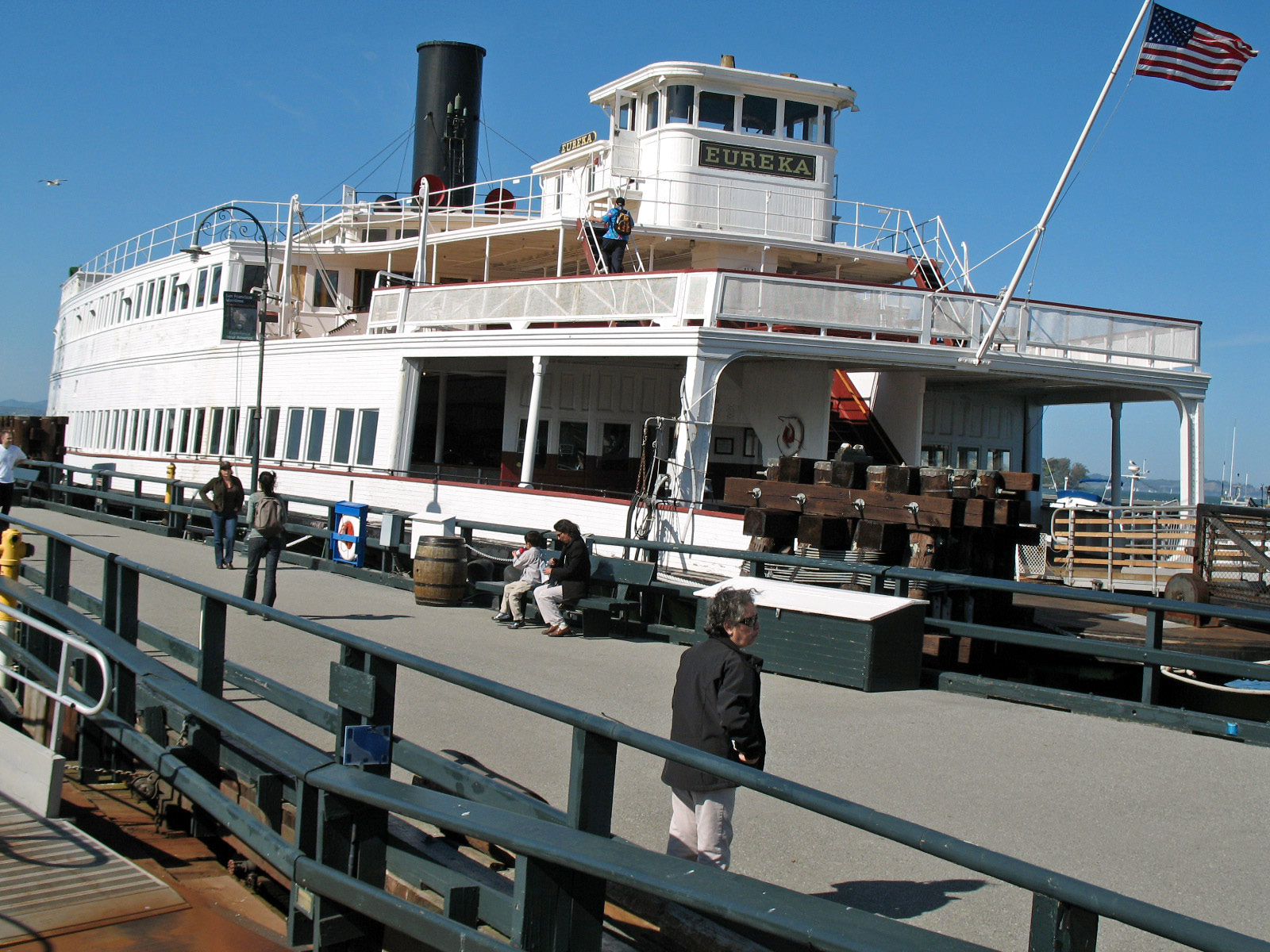
Fährschiff Eureka
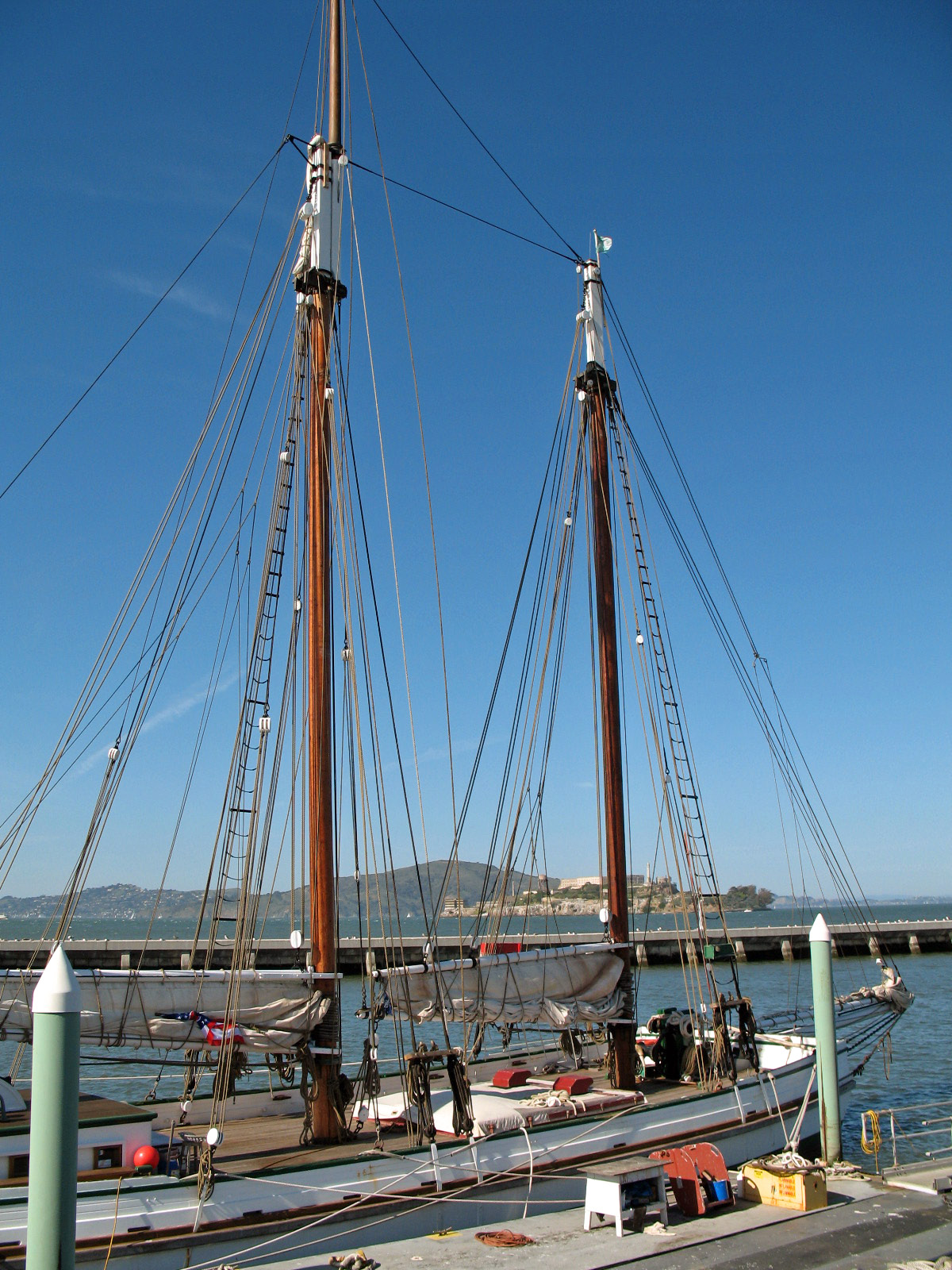
Schoner Alma
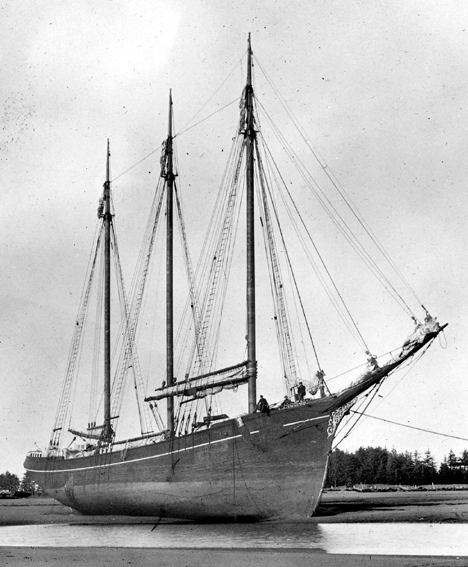
Schoner C.A. Thayer
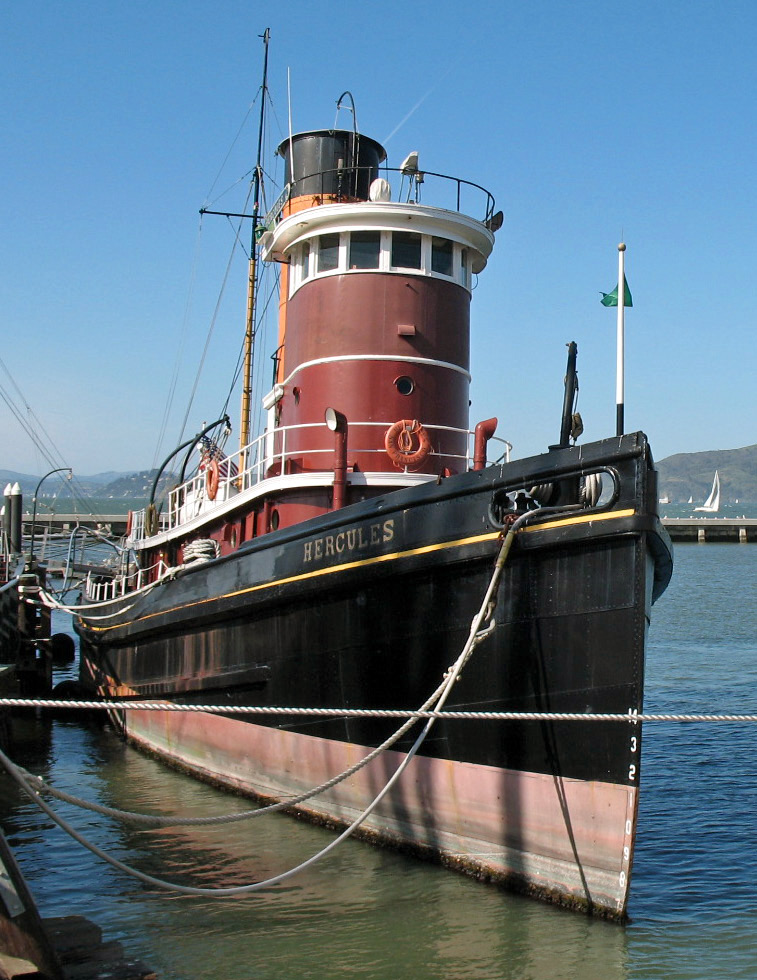
Schlepper Hercules
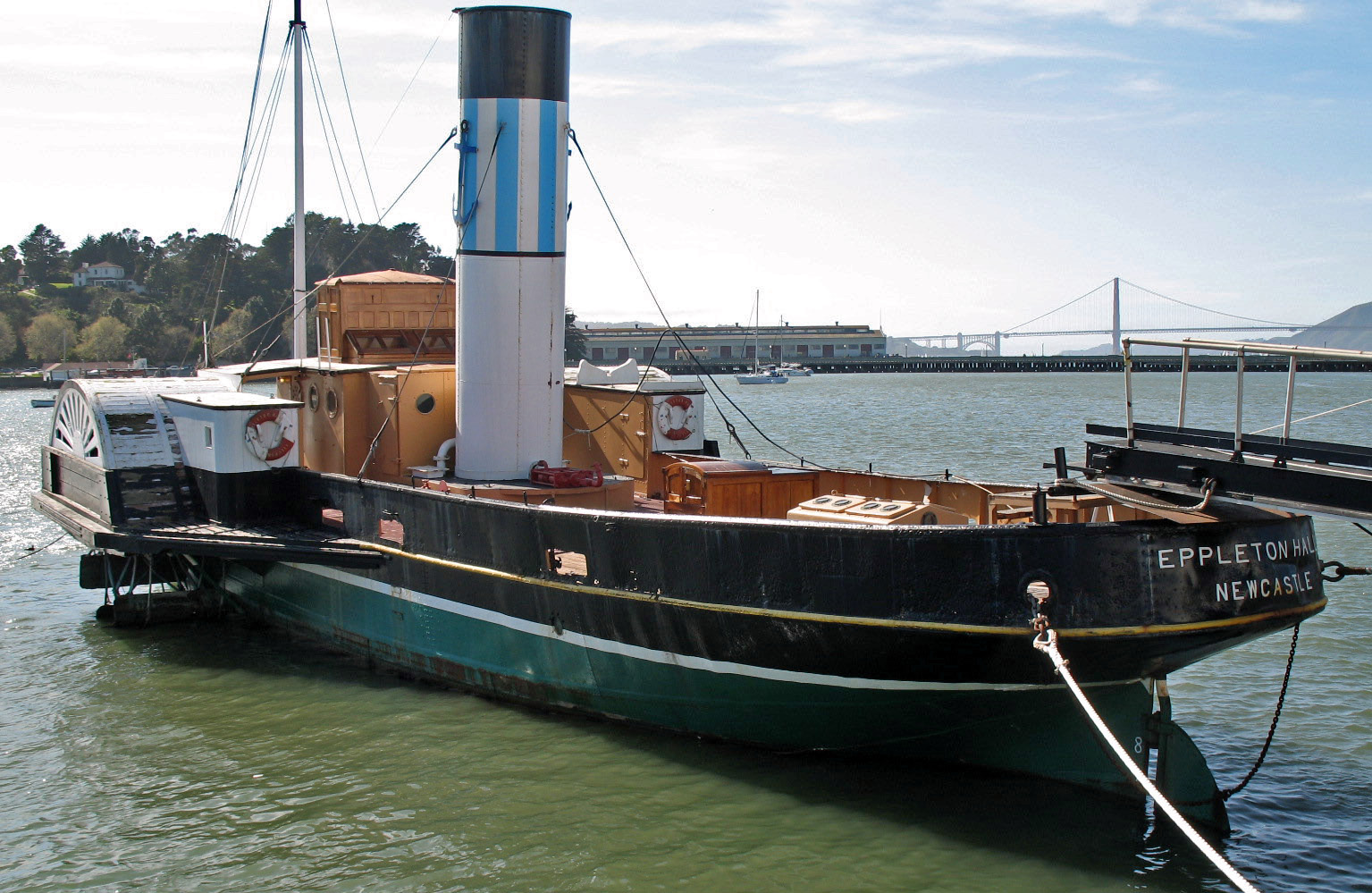
Raddampfer Eppleton Hall

## Bibliografie
- Bill Pickelhaupt, „San Francisco's Aquatic Park“, Charleston, SC, 2005, ISBN 0-7385-3084-0